# Rjoerikovo gorodisjtsje
Rjoerikovo gorodisjtsje (Russisch: Рюриково городище, "Fort van Rurik"), in het Oudnoords bekend als Hólmgarðr ofwel Holmgard, is een archeologische site 2 km ten zuiden van het centrum van Novgorod, bij de monding van de Volchov in het Ilmenmeer. De locatie is bekend als de residentie van de vorsten van Novgorod.

## Geschiedenis
Tot in de 19e eeuw werd de locatie en het aangrenzende dorp eenvoudig Gorodisjtsje ("het fort") genoemd. De benaming Rjoerikovo werd aan het begin van de negentiende eeuw toegevoegd, onder invloed van legendes welke deze plek identificeerden met de residentie van Rurik. De bron hiervan is een vermelding in de Nestorkroniek waarin staat dat de inwoners van Novgorod (in een andere versie van Ladoga) Rurik in 862 als vorst aannamen.
De eerste opgravingen vonden plaats in 1901. Opgravingen in 1928, 1935 en 1965 toonden de aanwezigheid van drie cultuurlagen. Vanaf 1975 vond er systematisch onderzoek plaats welke jaarlijks vervolgd werd.
Onder de resten van de nederzetting uit de tweede helft van de 9e eeuw werden oudere lagen ontdekt, uit het neolithicum (3e-2e millennium v.Chr.) en de vroege ijzertijd (1e millennium v.Chr.).
De vroeg-middeleeuwse nederzetting begon met een 7e-9e-eeuws fort van de Slovenen, welke een aarden omwalling met daarop een houten omheining bezat.

### Varjaagse tijd
In 9e-10e eeuw was het de eerste pre-stedelijke nederzetting op het gebied van Novgorod. Het fort was gelegen op een heuvel op een verder laaggelegen eiland in de drassige uiterwaarden bij de riviermonding. De totale oppervlakte was 6,7 hectare.
Het centrale deel werd versterkt door grachten en wallen met houten omheiningen. Door het omringende water kon de nederzetting goed verdedigd worden, terwijl men vanaf hier de scheepvaart op de Volchov en het Ilmenmeer kon beheersen. Tegenover het fort lag een eiland met een heiligdom van Peroen, later de locatie van het Perynklooster.
De stad was een van handelssteden, die door de Rus werden aangedaan op de Handelsroute over de Wolga naar Bagdad.
Handel werd gedreven, richting Bagdad, in was, barnsteen, honing en slaven en ze kwamen terug met o.a. zijde.

In de lagen uit de 9e-11e eeuw vond men een groot aantal kledingstukken en militaire uitrustingen van een Scandinavisch type. Ook vond men vele loden vorstelijke zegels, Arabische, Byzantijnse en West-Europese munten (waaronder drie muntschatten met dirhams), kralen van glas, carneool en kristal, walnoten, weegschalen en gewichten. Sieraden van een Noord-Europees type omvatten symmetrische, schelp- en ringvormige siergespen, ijzeren torques met Thorhamers, twee bronzen hangers met runeninscripties, een zilveren beeldje van een Walkure etc. De bevolking hield zich bezig met ambachtelijke activiteiten zoals bronsgieten, beenbewerken etc. Naar het aantal vondsten uit de Vikingtijd behoort Rjoerikovo gorodisjtsje, naast Gnjozdovo aan de Dnjepr, tot de rijkste vindplaatsen in Oost-Europa. Ze volgt hiermee onmiddellijk op Scandinavische locaties als Birka en Hedeby.
In 2003 vond men in de nederzetting voor het eerst een berkenbasttekst: een fragment van een brief (vermoedelijk door meerdere broers aan hun ouders geschreven) waarin opmerkelijk genoeg sprake is van een lokale vorst.
Aan het eind van de 10e eeuw stond het heuvelfort, met behoud van haar rol als vorstelijke residentie, haar rol als sociaal-economisch centrum van de regio af aan de nieuwe nederzetting van Novgorod (Oudnoords: Naugard).

### Latere geschiedenis

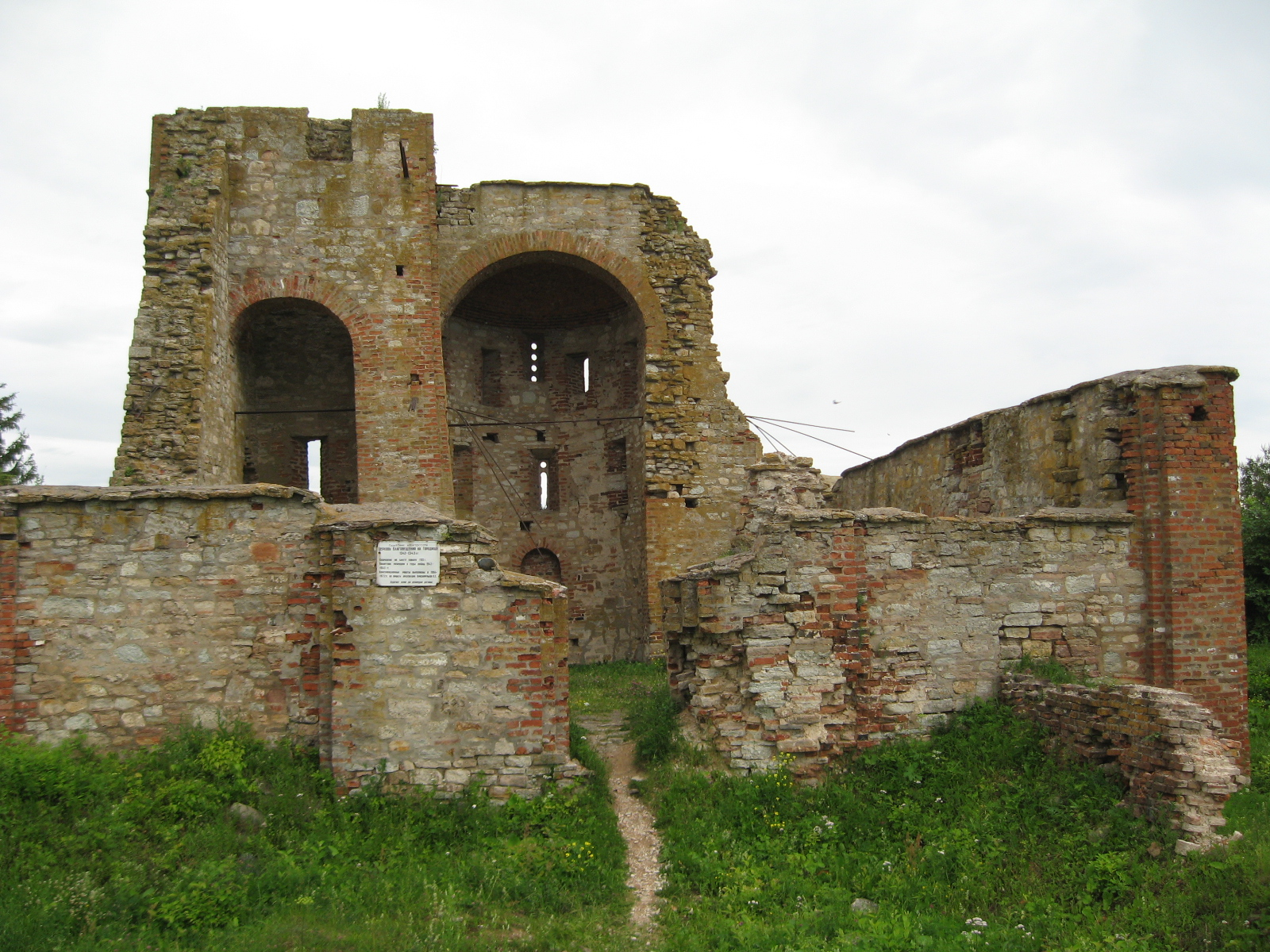
Ruïne van de Kerk van de Verkondiging in Rjoerikovo gorodisjtsje

Op het grondgebied van de nederzetting hebben op verschillende tijdstippen zes houten en stenen kerken gestaan, welke regelmatig verbouwd en vergroot werden. Volgens de Eerste Kroniek van Novgorod werd in het jaar 1103 op bevel van vorst Mstislav I begonnen met de bouw van de Kerk van de Verkondiging. De kerk werd gebouwd door meester Peter, de eerste bij naam bekende Russische architect, en is het oudste stenen gebouw van Novgorod na de Sofiakathedraal. De kerk is na beschietingen in de Tweede Wereldoorlog een ruïne.
Na de oprichting van de Republiek Novgorod in 1136 bevond zich op het grondgebied van de nederzetting de residentie van de posadnik. Hier verliep de kindertijd van Alexander Nevski, en ook Dmitri Donskoj,
Vasili de Blinde, Ivan III en tsaar Ivan IV verbleven hier.